# Sphenomorphus puncticentralis
Espèce
Sphenomorphus puncticentralis est une espèce de sauriens de la famille des Scincidae.

## Répartition
Cette espèce est endémique de l'île de Java en Indonésie.

## Publication originale
- Iskandar, 1994 : New scincid lizard of the genus Sphenomorphus (Reptilia, Scincidae), from Java [S. puncticentralis]. Treubia, vol. 31, no 1, p. 25-30.